# Chāh Boland
Chāh Boland (persiska: چاه بلند) är en ort i Iran.   Den ligger i provinsen Khorasan, i den nordöstra delen av landet, 700 km öster om huvudstaden Teheran. Chāh Boland ligger 1 206 meter över havet och antalet invånare är 303.
Terrängen runt Chāh Boland är huvudsakligen platt, men åt nordost är den kuperad.Runt Chāh Boland är det ganska tätbefolkat, med 56 invånare per kvadratkilometer. Närmaste större samhälle är Nīshābūr, 4,0 km nordväst om Chāh Boland. Omgivningarna runt Chāh Boland är i huvudsak ett öppet busklandskap.